# هنسرك
هُنْسَرُك (بالألمانية: Hunsrück، نقحرة: هونسروك، تُلفظ بالألمانية: [ˈhʊnsʁʏk]  ( سماع) هُنْسْرُك) هو مرتفع طويل مثلثي واضح في رينلند بلاتنة في ألمانيا. يحدها أودية مُوزِل و سار (من الشمال إلى الغرب) ، وَناه (جنوبًا) ، ونهر رَينَ (شرقًا). ويتصل بجبال تَوْنُس بعد نهر رَينَ وبأَيْفِل بعد نهر مُوزِل. إلى الجنوب من نهر ناهة ، توجد دولة جبلية منخفضة تشكل الجزء الأكبر من منطقة بلاتنة وجميع أراضي سَرلَند. تقع مدينة كُبلِنْتس أسفل الزاوية الشمالية الشرقية لها.